# Golfo de Veneza
(it) Golfo di Venezia
Golfo de Veneza no mar Adriático.
O golfo de Veneza é um golfo que se encontra no extremo norte do mar Adriático e que hoje banha as costas de Itália, Eslovénia e Croácia. Compreende a zona de costa entre a foz do rio Pó e a península da Ístria, com uma frente de 120 km. Tem uma profundidade média de 38 m.
O golfo de Veneza provavelmente recebeu o seu nome quando a República de Veneza estava no auge do seu poder, (séculos XV-XVIII), já que nesse momento dominava a maior parte da zona norte do mar Adriático até ao canal de Otranto, incluída a Dalmácia. As principais cidades que se encontram no golfo são a própria Veneza, Trieste, Chioggia e Pula.
Desaguam no golfo os rios Tagliamento, Piave, Ádige e Brenta. No golfo fica ainda a ilha Albarella.